# Otto Gerlach (Ökonom)
Otto Gerlach (* 1. November 1862 in Angerburg; † 13. Mai 1923 in Königsberg i. Pr.) war ein deutscher Wirtschafts- und Staatswissenschaftler.

## Leben
Gerlach studierte in Berlin und war seit 1882 Mitglied des Corps Vandalia Berlin. 1885 wurde er an der Universität Leipzig zum Dr. phil. promoviert. Seit 1890 habilitierter Privatdozent an der Schlesischen Friedrich-Wilhelms-Universität Breslau, wurde er 1894 a. o. Professor und 1903 Lehrstuhlinhaber an der Albertus-Universität Königsberg. Er war Direktor des Staatswissenschaftlichen Seminars und Leiter der Handelshochschulkurse. 1913/14 war er einer der letzten Prorektoren der Albertina. Gerlachs Tätigkeit in Königsberg brachte die ländlichen sozialen Verhältnisse Ostpreußens auf die politische Tagesordnung. Er wurde Geh. Regierungsrat. Nach ihm benannt war eine Querstraße der Arndtstraße in Rathshof.

## Schriften
- Preußische Steuerreform. 1898.
- Rechte Stellung des Studenten zur Tagespolitik und zur sozialen Frage. 1901.
- Gemeindesteuerrecht. 1905.
- System der Finanzwissenschaft. 2 Halbbände. 5. verm. Auflage. 1901.
- Die Landarbeiterverhältnisse in der Provinz Ostpreußen. Parey, Berlin.